# Превег
Превег (словен. Preveg) је насељено место у општини Литија, Засавска регија, Словенија.

## Историја
До територијалне реорганизације у Словенији био је у саставу старе општине Литија.

## Становништво
У попису становништва из 2011. године, Превег је имао 27 становника.
| Број становника према пописима | Број становника према пописима | Број становника према пописима |
| ------------------------------ | ------------------------------ | ------------------------------ |
| 1991                           | 2002                           | 2011                           |
| 28                             | 25                             | 27                             |

Напомена: Године 1953. повећано за насеље Петковине које је укинуто.